# Everything You Want (Vertical Horizon)
Everything You Want è il terzo album in studio del gruppo musicale statunitense Vertical Horizon, pubblicato il 15 giugno 1999.

## Tracce
Testi e musiche di Matt Scannell, eccetto dove indicato.
1. We Are – 4:00
2. You're a God – 3:38
3. Everything You Want – 4:17
4. Best I Ever Had (Grey Sky Morning) – 4:30
5. You Say – 3:58
6. Finding Me – 4:32
7. Miracle – 4:22
8. Send It Up – 3:42
9. Give You Back – 4:22
10. All of You – 3:04
11. Shackled – 5:19 (Keith Kane)

## Classifiche

### Classifiche settimanali
| Classifica (2000) | Posizione massima |
| ----------------- | ----------------- |
| Stati Uniti       | 40                |

### Classifiche di fine anno
| Classifica (2000) | Posizione |
| ----------------- | --------- |
| Stati Uniti       | 82        |